# Corumbichalcis corumbicola
Corumbichalcis corumbicola är en stekelart som först beskrevs av William Harris Ashmead 1904.  Corumbichalcis corumbicola ingår i släktet Corumbichalcis och familjen bredlårsteklar. Inga underarter finns listade i Catalogue of Life.